# Benedikt Böhm
Pas d'image ? Cliquez ici
Benedikt "Bene" Böhm, né à Munich en le 15 août 1977, est un alpiniste et un skieur de pentes raides Allemand.
Avec son compagnon Sebastian Haag, il détient les records de vitesse de ski alpinisme au Mustagh Ata et au Gasherbrum II.
Böhm a cinq frères et sœurs, un de ses frères est l'artiste Corbinian Böhm. Benedikt Böhm est membre de l'équipe nationale de ski de montagne allemande et du Team Dynafit Gore-Tex. Il travaille à Dynafit comme manager de la vente internationale.

## Palmarès
- 2004 - cinquième au championnat allemand de ski de montagne
- 2005 - cinquième au championnat allemand de ski de montagne

## Records
- 23 août 2005 - record de vitesse avec descente en ski aux Muztagh Ata avec Sebastian Haag sous la direction de Matthias Robl
- 3 août 2006 - record de vitesse avec descente en ski au Gasherbrum II avec Sebastian Haag sous la direction de Luis Stitzinger